# Marivi Iturbe Etxeberria
Marivi Iturbe Etxeberria (Bilbao, 25 de noviembre de 1926 – Bilbao, 22 de mayo de 2001) fue una maestra y enfermera que ejerció de trabajadora social de manera voluntaria ayudando a familias desfavorecidas en el barrio de San Antonio de Etxebarri durante la industrialización. 

## Biografía
Marivi Iturbe Echeverría era hija de Miguel de Iturbe y Lasala, médico y de Eloísa Echeverría e Iturbe. Estudió en el Colegio de la Compañía de María Nuestra Señora en Orduña. Posteriormente, cursó Magisterio y Enfermería. Durante su madurez, vivió con su madre en Bilbao. Trabajó durante 40 años en la Obra Social de la Caja de Ahorros Municipal. Más tarde, ejerció como directora de la Residencia Reina de la Paz en Deusto dedicada a la tercera edad. Sin embargo, durante 45 años dedicó la mayor parte de su tiempo de manera altruista a ser asistenta social en el barrio de San Antonio del municipio de Echévarri.
Inició su labor social en la década de los 50 por medio de la parroquia de San Antonio de Padua. Fue la responsable de promover la ampliación de la escuela para responder a la necesidad del momento, impulsar la creación de la Asociación del vecindario e impartir clases de catequesis. Sobre todo, realizó labor de intermediación social mejorando las condiciones de vida de muchas familias en riesgo de exclusión social.
En la Comisión de Gobierno de 24 de enero de 1992 del Ayuntamiento de Echévarri se formula la posibilidad de dar el nombre de Doña Marivi Iturbe a alguna calle del municipio, dada la “extraordinaria labor profesional y humanitaria realizada por la antedicha”. Posteriormente, en el Pleno extraordinario del 17 de diciembre de 1996 se realiza una “propuesta aséptica y basada en las preferencias” del vecindario del municipio para nombrar la vial 1 Mariví Iturbe Kalea. Dicha iniciativa es consensuada de manera unánime por la Corporación.

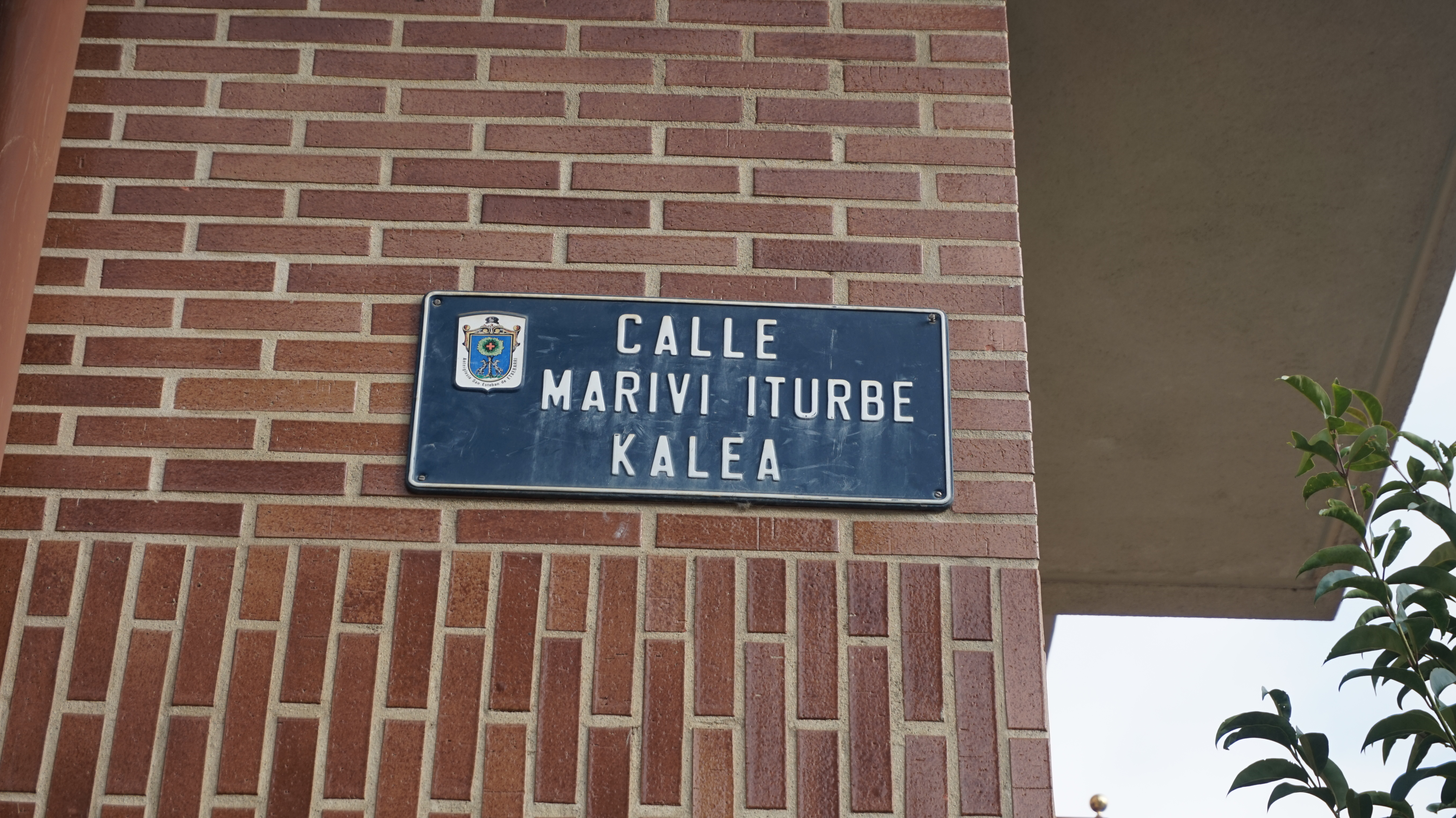
Calle Marivi Iturbe de Etxebarri

El 22 de mayo del 2001, con 74 años murió a causa de un infarto en Bilbao. El entierro fue en Vista Alegre, en esta misma localidad. 
En 2006 se realizó el estudio "Etxebarriko Toponimia" editado por el Ayuntamiento y en colaboración con el instituto Labayru, donde se recoge el nombre de la calle. Así mismo, es lugar de recorrido en numerosos actos y transportes municipales por su ubicación neurálgica. Además, está incluida en el Plan de Innovación y en el Plan de Movilidad de este municipio.

## Premios y reconocimientos
- El 29 de febrero de 1988 el teólogo Arrieta le dedica las Coplas Jubilares.
- El 8 de marzo de 1988 el Colegio de la Compañía de María Nuestra Señora, le organiza una fiesta de jubilación en agradecimiento a su trayectoria.
- El 17 de diciembre de 1996 el Ayuntamiento de Echévarri, en señal de reconocimiento a la labor realizada, le dedicó una calle del municipio.[10][11]
- El 13 de junio de 2001 el vecindario de San Antonio de Etxebarri le realizó un homenaje.
- En 2018 el Ayuntamiento de Echévarri le dedica una placa conmemorativa ubicada en el Parque Zintururi en este municipio.[1]